# Соборная площадь (Пенза)
Соборная площадь — площадь в историческом центре города Пенза. С южной, северной и восточной стороны окружена сквером имени М. Ю. Лермонтова. C западной стороны площади проходит улица Советская с Губернаторским домом. Отсюда начиналась история города.

## История
На месте, занимаемом ныне Соборной площадью, в 1663 году было начато строительство крепости города Пензы. В конце XVIII века необходимость в крепости исчезла, её остатки были разобраны, и к 1801 году согласно генеральному плану Пензы 1785 года, была создана площадь, которая вплоть до 1959 года была главной площадью города Пензы. В начале XVIII века площадь носила названия: Городская, Верхняя, Парадная, Губернаторская. В 1822 году на площади было возведено самое грандиозное и эффектное здание Пензы — Спасский кафедральный собор и площадь стала называться Соборной. В разные времена здесь бывали Российские императоры: Александр I, Николай I, Александр II и дважды Николай II — в первый раз, как наследник престола, а второй раз уже как самодержец.
В конце апреля 1918 года на Соборной площади был сооружён первый в мире памятник Карлу Марксу, который, будучи сделан из глины, простоял около 10 дней. В феврале 1919 года Соборная площадь была переименована в Советскую.
В 1923 году Спасский кафедральный собор был закрыт, в следующем году отдан под архивохранилище. В 1934 году Спасский кафедральный собор был взорван. В 1999 на месте взорванного собора было начато строительство часовни.
5 ноября 1960 года на месте алтаря собора был открыт более долговечный памятник Карлу Марксу скульптора С. С. Альшина и архитектора Г. А. Захарова. Он простоял 50 лет, до 2011 года, когда его перенесли на временное место хранения до решения вопроса о новом местоположении в городе для того, чтобы освободить место для воссоздаваемого к 350-летию Пензы Спасского кафедрального собора. Также было предложено переименовать площадь обратно в Соборную. В 2014 году памятник Карлу Марксу был перенесён на перекрёсток улиц Богданова и Лермонтова г. Пензы и торжественно открыт заново.
28 сентября 2017 года Пензенской городской Думой было принято решение о переименовании Советской площади в Соборную.

## Галерея

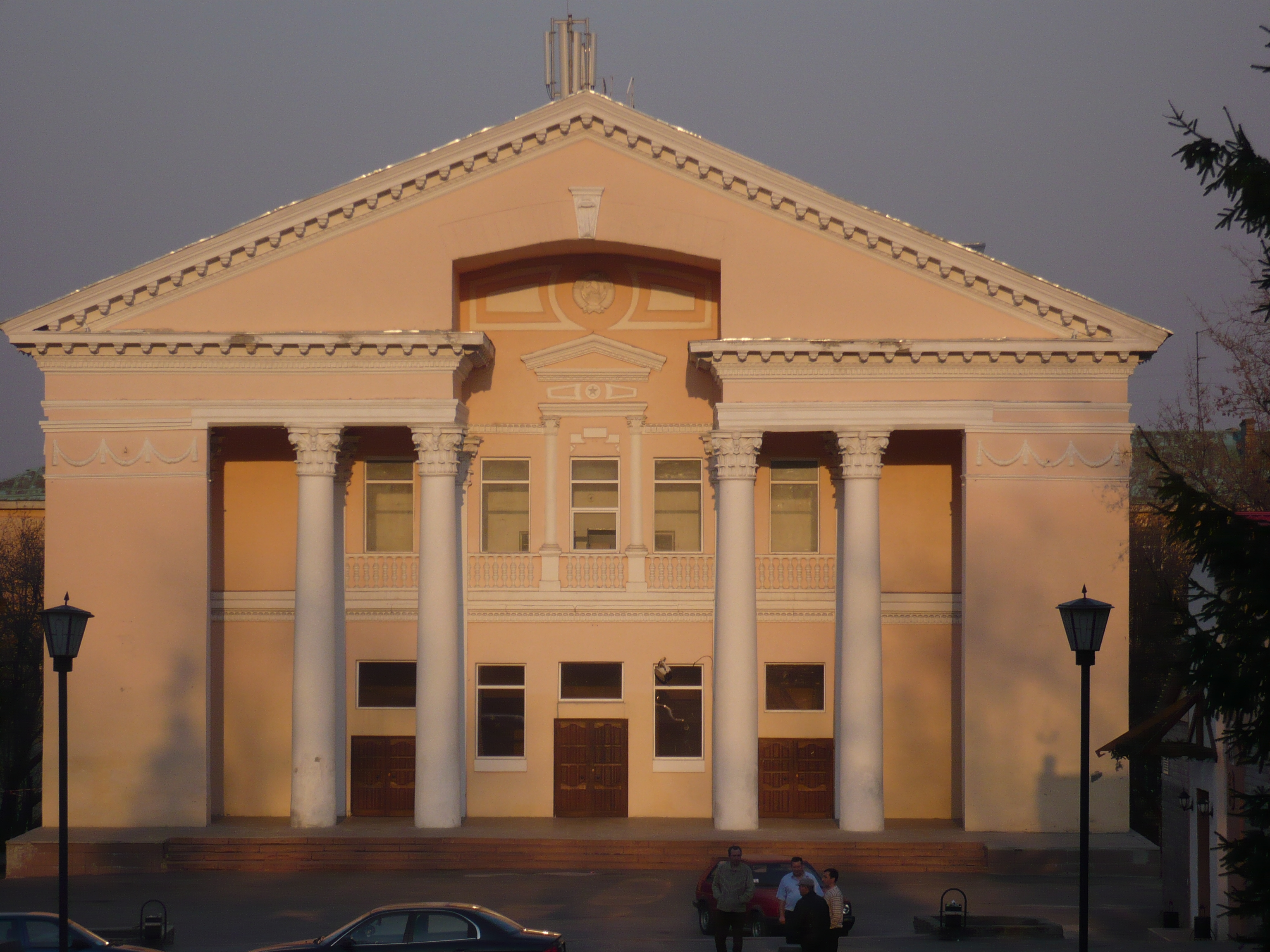
Кинотеатр «Родина»
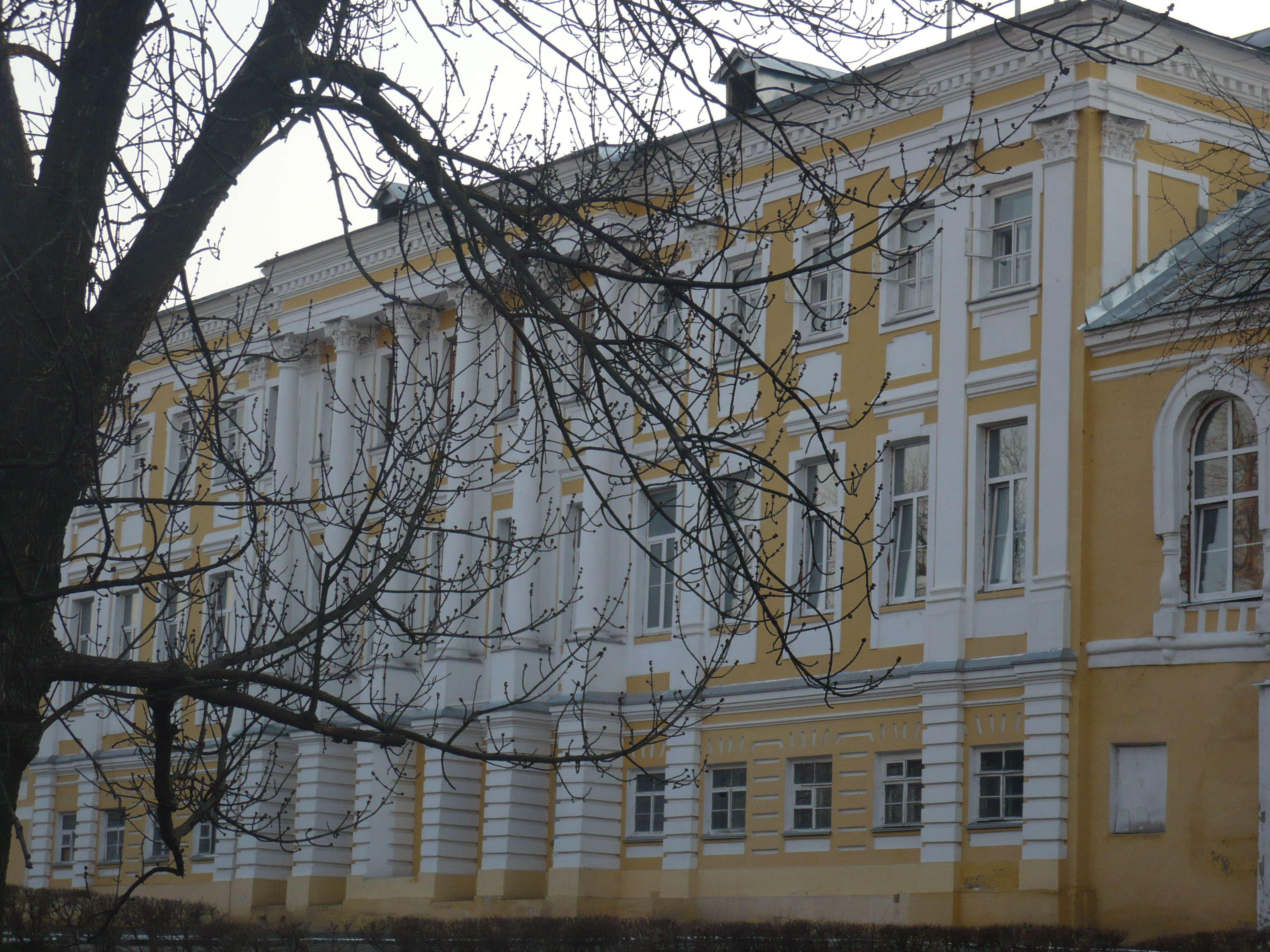
Архиерейский дом